# Campeonato Mundial de Escalada de 2007
El IX Campeonato Mundial de Escalada se celebró en Avilés (España) entre el 17 y el 23 de septiembre de 2007 bajo la organización de la Federación Internacional de Escalada Deportiva (IFSC) y la Federación Española de Deportes de Escalada.
Las competiciones se realizaron en el Complejo Deportivo Avilés de la ciudad asturiana.

## Medallistas

### Masculino
| Evento             | Oro                                      | Plata                                        | Bronce                                                                                   |
| ------------------ | ---------------------------------------- | -------------------------------------------- | ---------------------------------------------------------------------------------------- |
| Dificultad (22.09) | Ramón Julián Puigblanqué · España ·      | Patxi Usobiaga · España ·                    | Cédric Lachat · Suiza · Tomáš Mrázek · República Checa · Jorg Verhoeven · Países Bajos · |
| Velocidad (21.09)  | Zhong Qixin China                        | Manuel Escobar · Venezuela                   | Serguei Sinitsyn · Rusia                                                                 |
| Bloques (23.09)    | Dmitri Sharafutdinov · Rusia · 4T12 4b12 | Martin Stráník · República Checa · 4T13 4b11 | Cédric Lachat · Suiza · 3T6 3b5                                                          |

### Femenino
| Evento             | Oro                            | Plata                          | Bronce                       |
| ------------------ | ------------------------------ | ------------------------------ | ---------------------------- |
| Dificultad (22.09) | Angela Eiter · Austria · Top   | Muriel Sarkany · Bélgica · Top | Maja Vidmar Eslovenia Top    |
| Velocidad (21.09)  | Tatiana Ruiga · Rusia          | Edyta Ropek · Polonia          | Valentina Yurina · Rusia     |
| Bloques (23.09)    | Anna Stöhr · Austria · 4T4 4b4 | Akiyo Noguchi Japón 4t8 4b7    | Olga Bibik · Rusia · 3T5 4b5 |

## Medallero
| Núm. | País            | Oro | Plata | Bronce | Total |
| ---- | --------------- | --- | ----- | ------ | ----- |
| 1    | Rusia           | 2   | 0     | 3      | 5     |
| 2    | Austria         | 2   | 0     | 0      | 2     |
| 3    | España          | 1   | 1     | 0      | 2     |
| 4    | China           | 1   | 0     | 0      | 1     |
| 5    | República Checa | 0   | 1     | 1      | 2     |
| 6    | Bélgica         | 0   | 1     | 0      | 1     |
| 6    | Japón           | 0   | 1     | 0      | 1     |
| 6    | Polonia         | 0   | 1     | 0      | 1     |
| 6    | Venezuela       | 0   | 1     | 0      | 1     |
| 10   | Suiza           | 0   | 0     | 2      | 2     |
| 11   | Eslovenia       | 0   | 0     | 1      | 1     |
| 11   | Países Bajos    | 0   | 0     | 1      | 1     |
|      | TOTAL           | 6   | 6     | 8      | 20    |